# Estación Viña
Viña es una estación ferroviaria ubicada en la localidad del mismo nombre, en el Partido de Arrecifes, Provincia de Buenos Aires, Argentina.

## Servicios
En 1992, dejan de correr los trenes de pasajeros.  Actualmente es operada por el NCA (Nuevo Central Argentino) para los trenes de cargas desde Arrecifes.

## Historia
La estación Viña fue fundada en 1882 junto con el ramal Victoria-Vagués-Pergamino, la misma pertenecía al Ferrocarril Mitre cuando el ferrocarril Mitre era operado por los Ferrocarriles Argentinos pasaban más de 50 trenes da cargas y de larga distancia hacia las provincias de Santa Fe y Córdoba.
La estación fue clausurada en 1992, actualmente presta muy pocos servicios de cargas, y en la actualidad se encuentra en un pésimo estado de conservación. Las aberturas están tapiadas, parte de sus andenes están cubiertos de malezas y yuyos, y su alero está a punto de derrumbarse.
Viña se destaca por el gran tráfico de cargas presentes de las agro-industrias que están junto a la vera de la traza ferroviaria, aunque la estación dejó de operar para pasajeros el estado ni la empresa NCA se ocuparon por mantener la estación ni las vías 2°,3° y 4° donde hoy sería un gran potencial de cargas ferroviarias.